# فرنسيس ودمان
فرنسيس ودمان (بالإنجليزية: Francis Woodman)‏ هو مدرس أمريكي، ولد في 1864، وتوفي في 1959.